# Hune

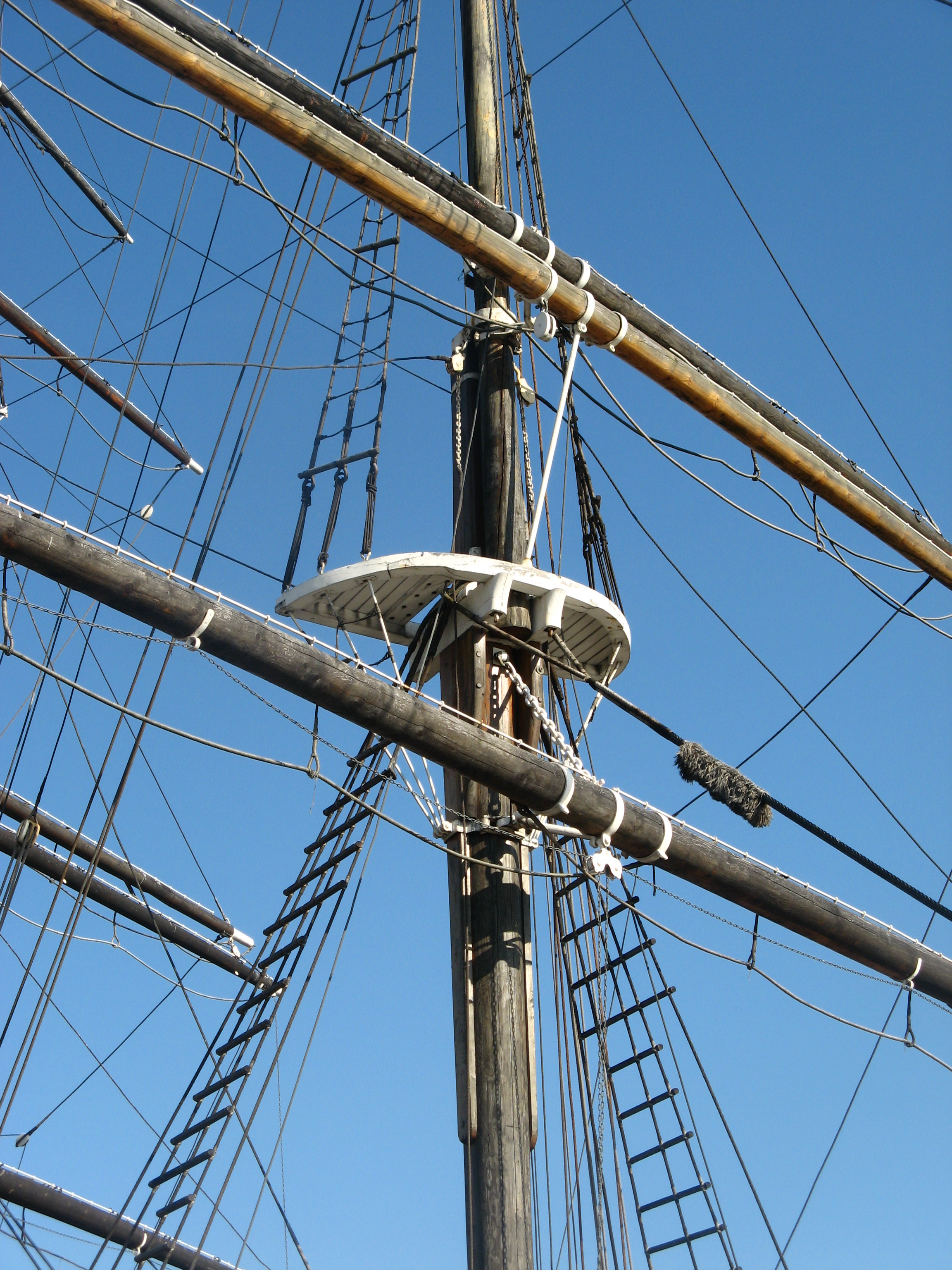
Hune du Sigyn

La hune est une plate-forme intermédiaire dans les mâts des navires. Placée à l'extrémité du bas-mât, elle a plusieurs fonctions :
- elle sert de fixation et de renvoi pour les haubans de mât de hune,
- elle sert de plate-forme pour l'équipage afin d'exécuter des travaux dans la mâture.

C'est le poste le plus habituel pour les gabiers, la hune portait le nom de gabie,.
Dans les temps anciens, pour les abordages, les gabiers disposaient alors d'une position de tir intéressante dans les combats rapprochés. Les hunes étaient alors protégées, voire crénelées. De plus, la vigie était assurée dans la hune de misaine.
Sur les gréements trois-quarts modernes, la hune désigne le point d'ancrage de l'étai sur le mât. On y parle quand-même du « feu de hune » même si celui-ci est généralement situé au-dessus ou au-dessous de cet endroit.
On parle de « feu de hune » pour désigner un feu de navigation situé sur le mât ou mâtereau avant (blanc, couvrant un angle de 225° vers l'avant du navire divisé également sur 112,5° à bâbord et 112,5° à tribord) officiellement nommé « feu de tête de mât ». Ce feu est présent sur les navires à propulsion mécanique (y compris les voiliers équipés de moteur de propulsion si ce dernier est utilisé) et doit être allumé dès lors que le navire fait route.